# Geprolongeerd
Geprolongeerd was een Nederlands televisieprogramma dat eenmaal per jaar door de NOS werd uitgezonden in de nieuwjaarsnacht van 0.15 tot 1.30 uur van 1965/'66 tot en met 1979/'80.
Destijds hadden de omroepen na middernacht normaliter geen zendtijd, maar omdat in de nieuwjaarsnacht in de eerste anderhalf uur een groot aantal kijkers was te verwachten en er maar één Nederlandse zender in de lucht was, besloot men een compilatie met hoogtepunten van de beste televisiefragmenten van alle omroepen van het afgelopen jaar uit te zenden – vooral amusement, maar ook toneel, zang en dans.
In 1965/'66 werden de fragmenten nog door een omroepster van de desbetreffende omroep aangekondigd met daarbij de nieuwjaarswensen en bij sommige omroepen ook zegeningen. Later bevatten de fragmenten ook cabaret en popmuziek. Bij aanvang van het Internationale jaar van de vrouw (1975) werd het programma geopend door het Farce Majeure-team, dat een mild maatschappijkritisch lied zong.
In 1980/'81 werd door de TROS voor het eerst een echt oudejaarsprogramma uitgezonden, Dag '80, hallo '81, gepresenteerd door André van Duin en met gasten, onder wie Joop den Uyl. Hierdoor kwam het programma Geprolongeerd te vervallen – dit keerde niet meer terug.